# Germiston
Germiston – miasto w Południowej Afryce; w prowincji Gauteng; w granicach Wielkiego Johannesburga; 176 tys. mieszkańców (2006); ważny ośrodek wydobycia i rafinacji złota (jedna z największych rafinerii na świecie); przemysł maszynowy, metalowy, chemiczny i in.; główny węzeł kolejowy regionu Witwatersrand.